# Lumânarea Recunoștinței
Lumânarea Recunoștinței este un monument în Soroca, Republica Moldova. A fost inițiată de Ion Druță. Este amplasată pe un versant între fluviul Nistru și râpa lui Bechir.
Din 2018, complexul este un monument de for public. Din 2004 până în 2018, era clasificat drept monument arhitectural și de artă de însemnătate națională în cadrul Registrului monumentelor ocrotite de stat din Republica Moldova.

## Galerie

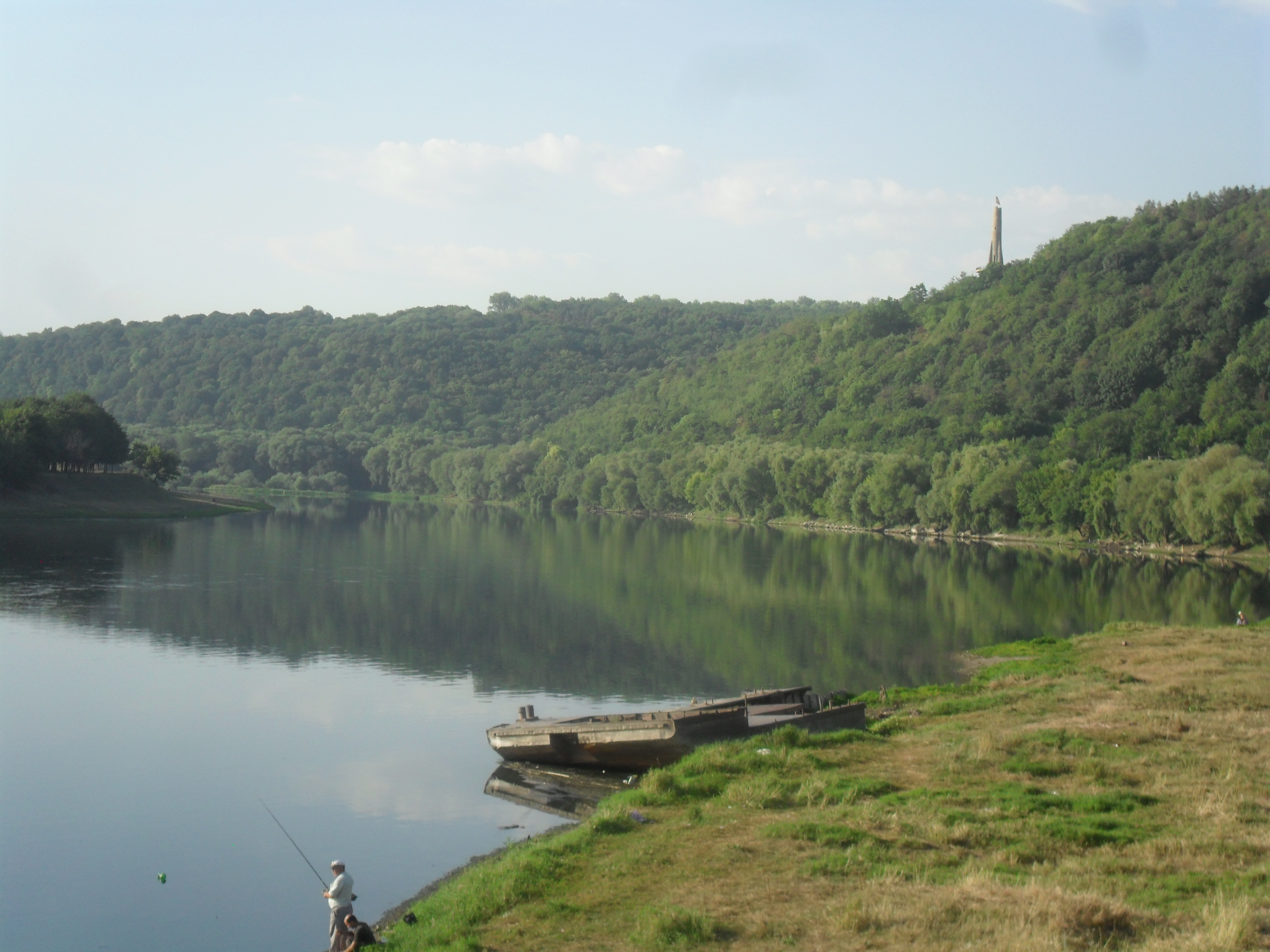
Anturaj. Turnul se vede pe malul drept al Nistrului
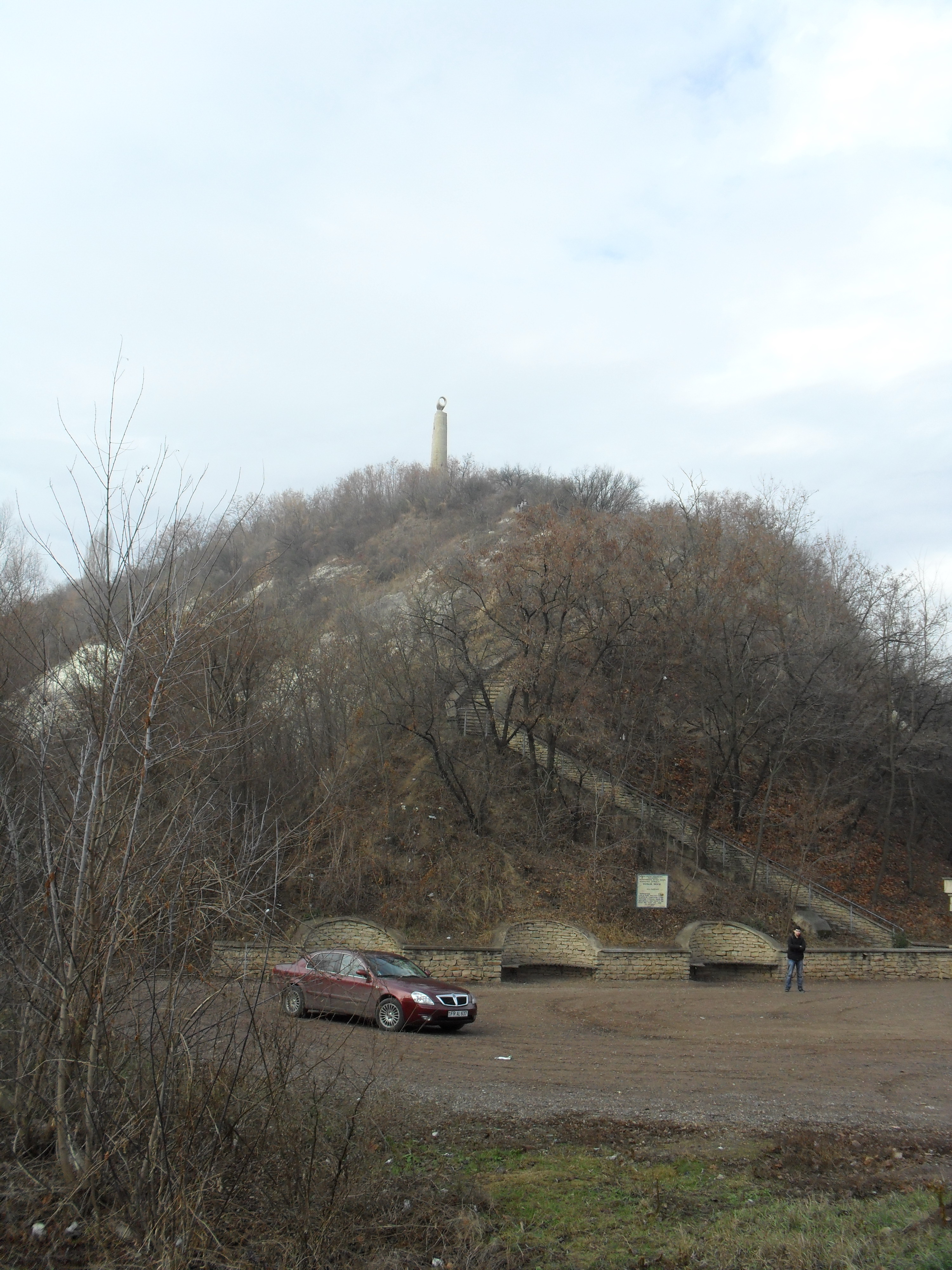
Parcare la bazele versantului pe care se află turnul
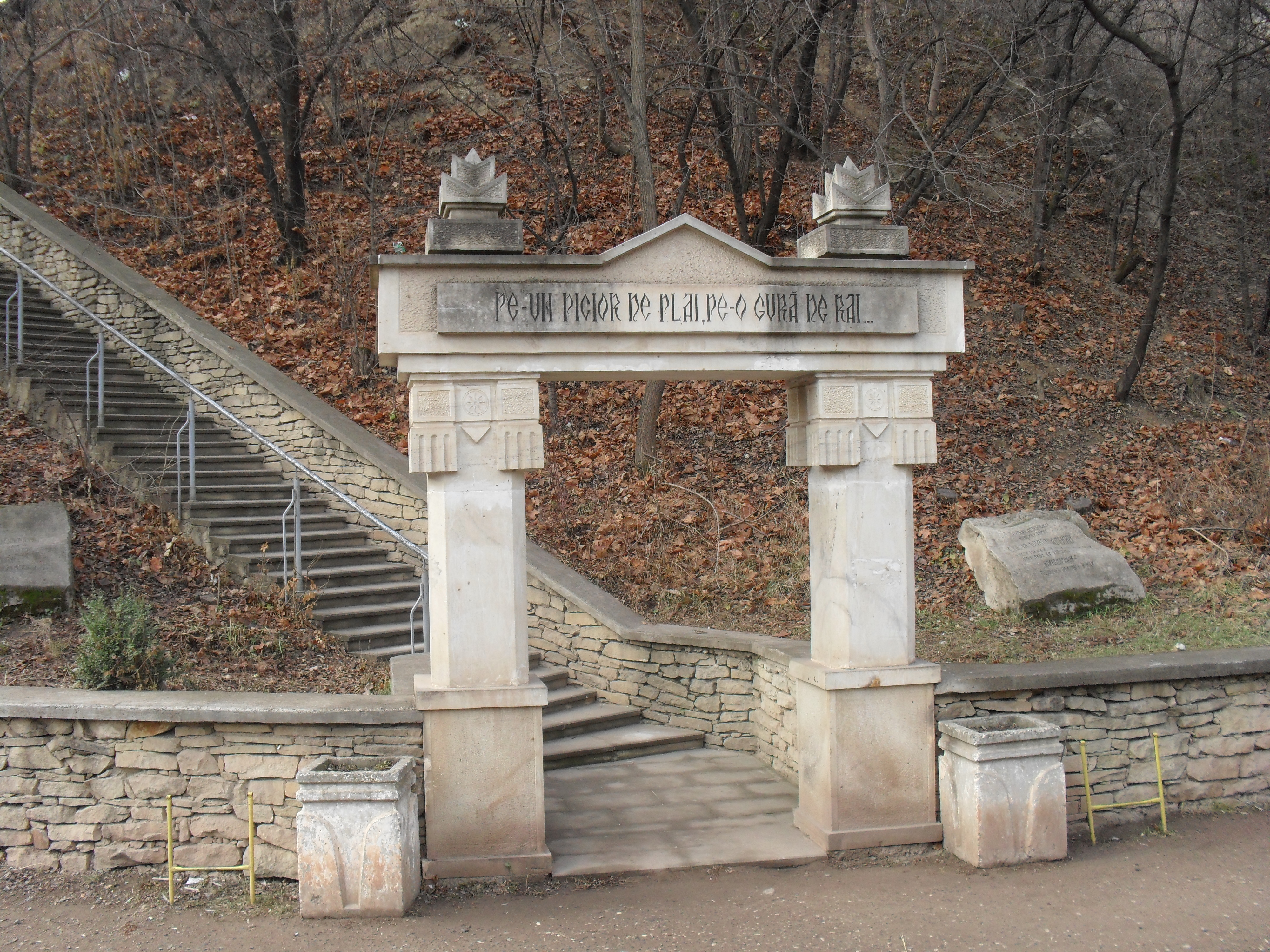
Începutul scărilor către turn
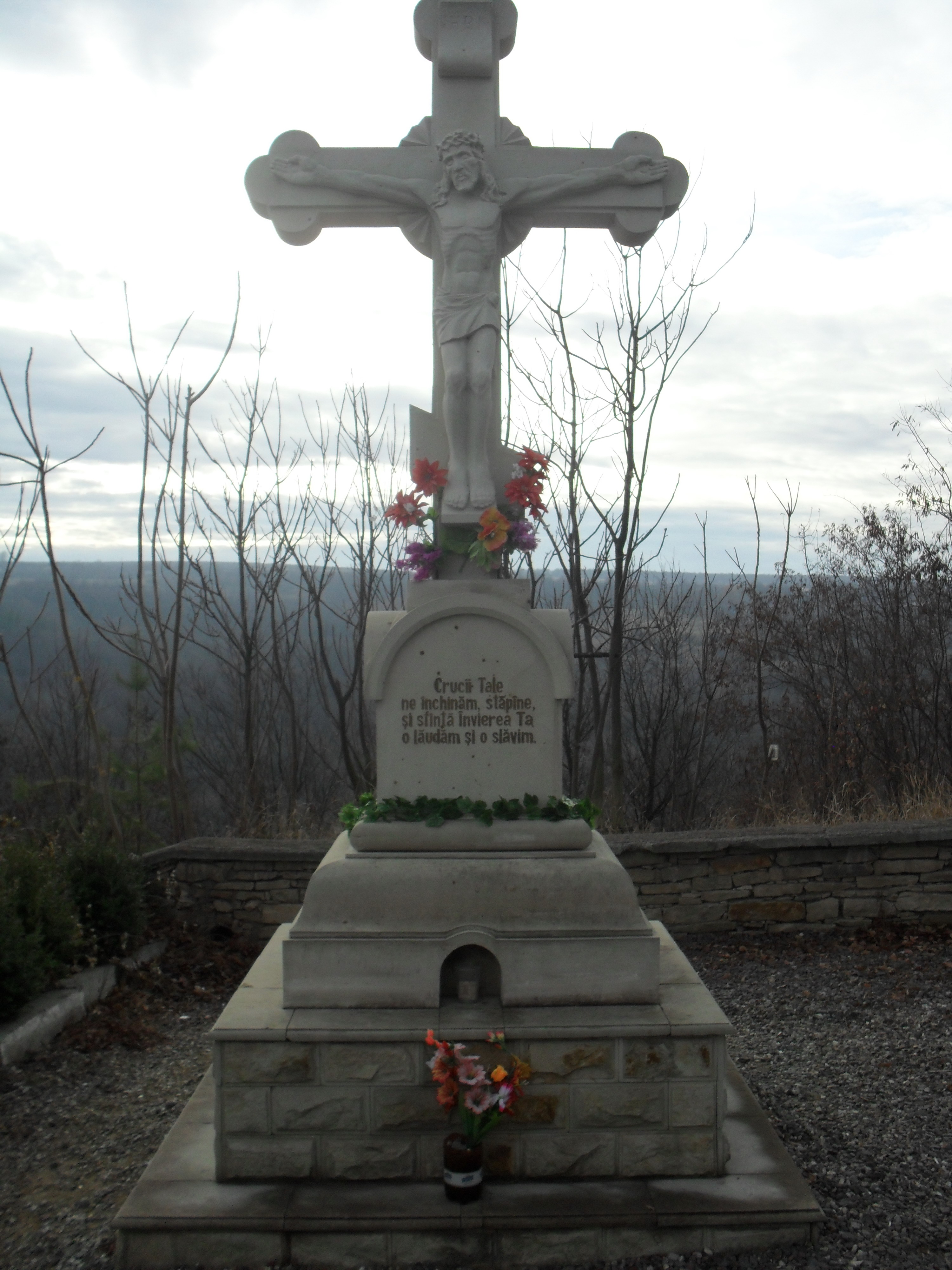
Cruce de piatră pe scări
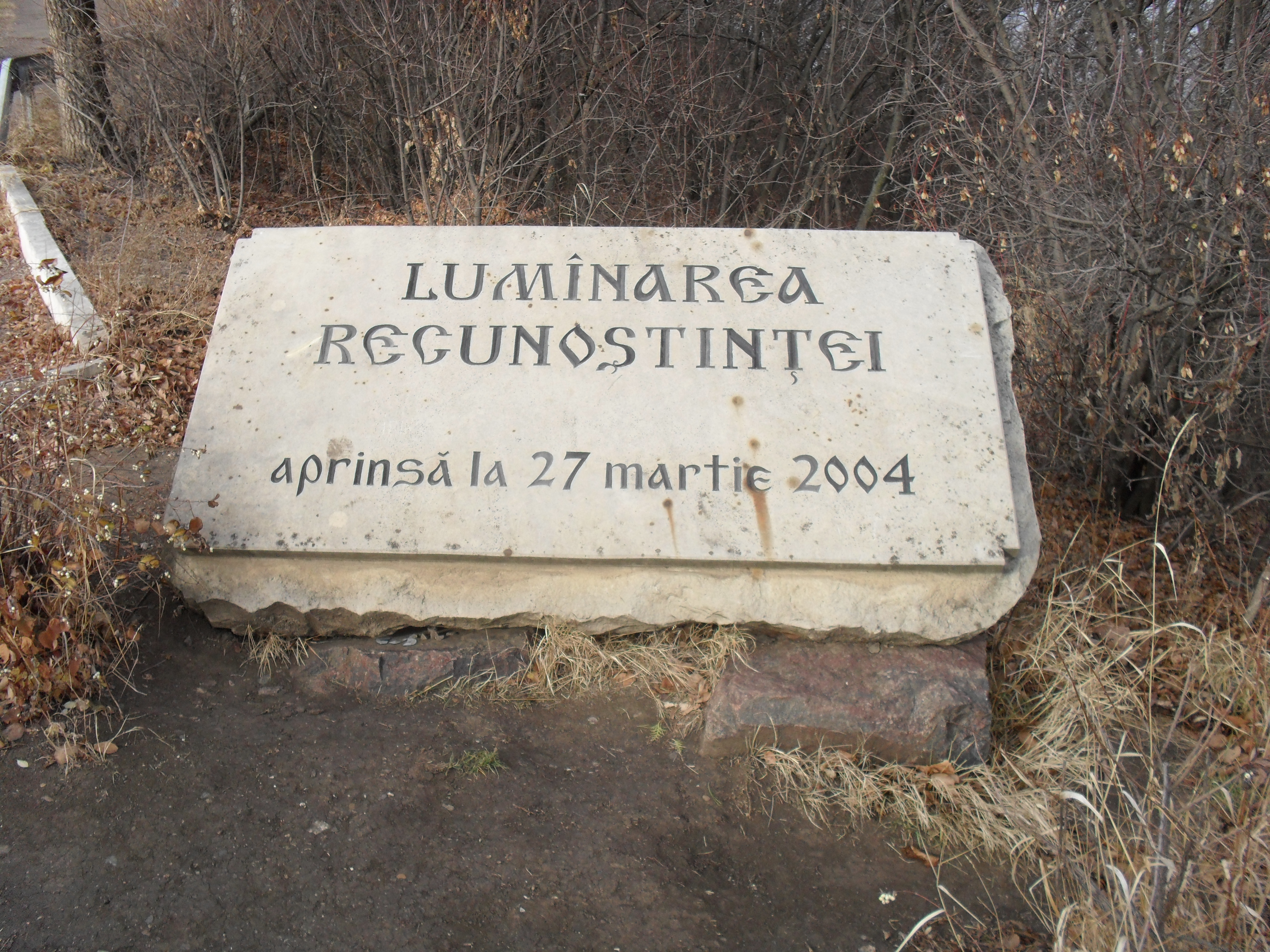
Piatră de comemorare a finisării construcției
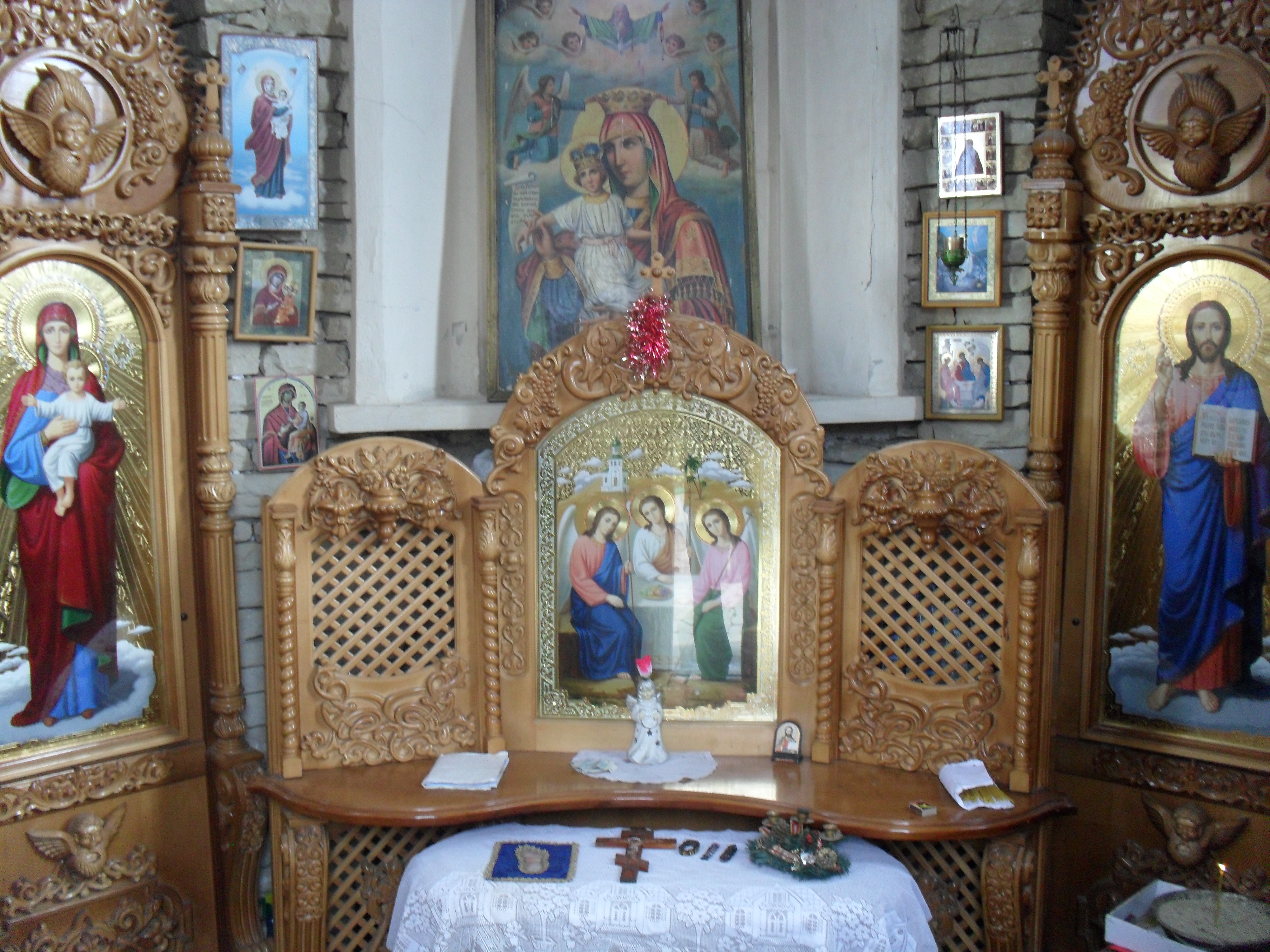
Interior
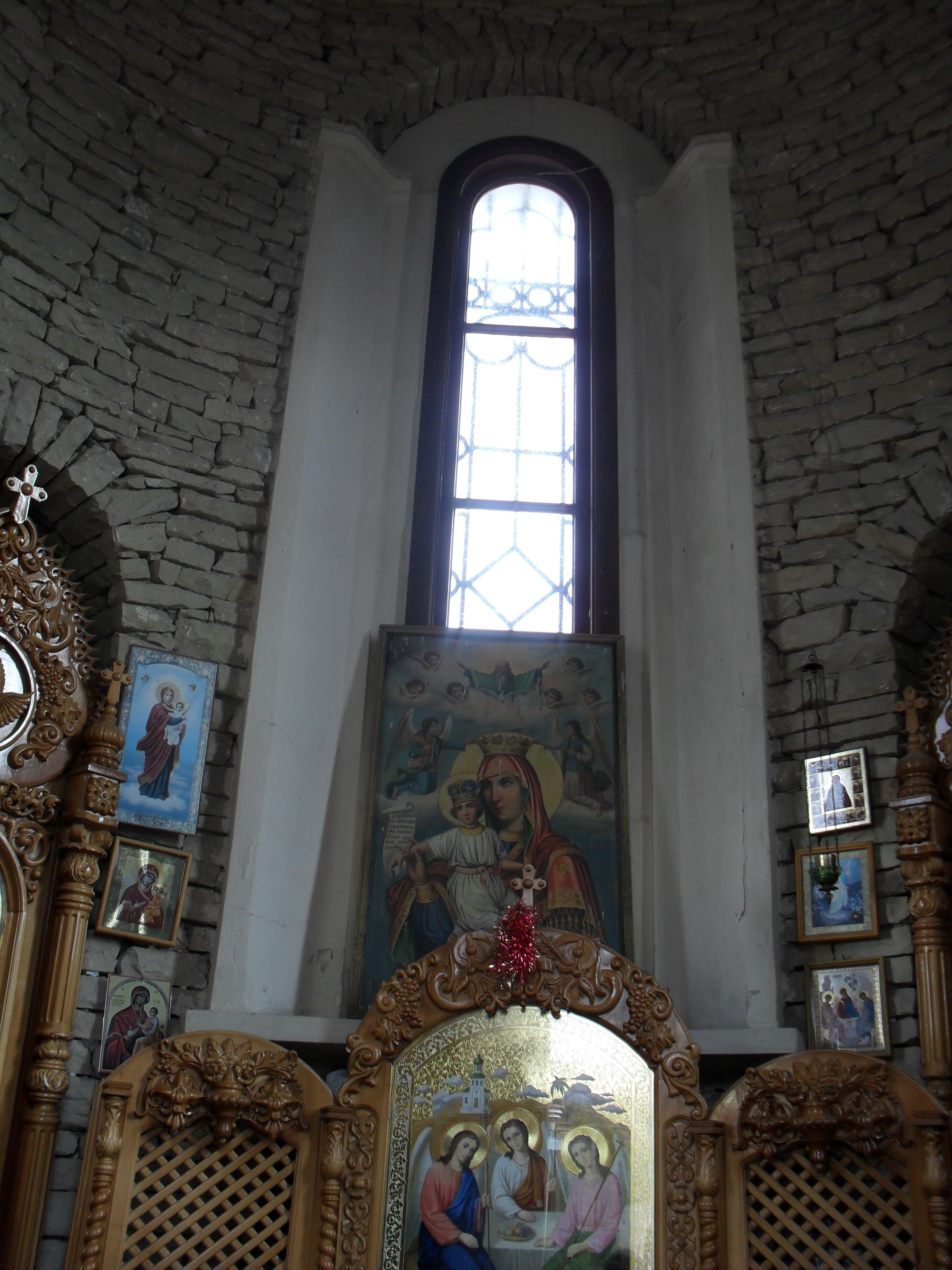
Icoană în interior
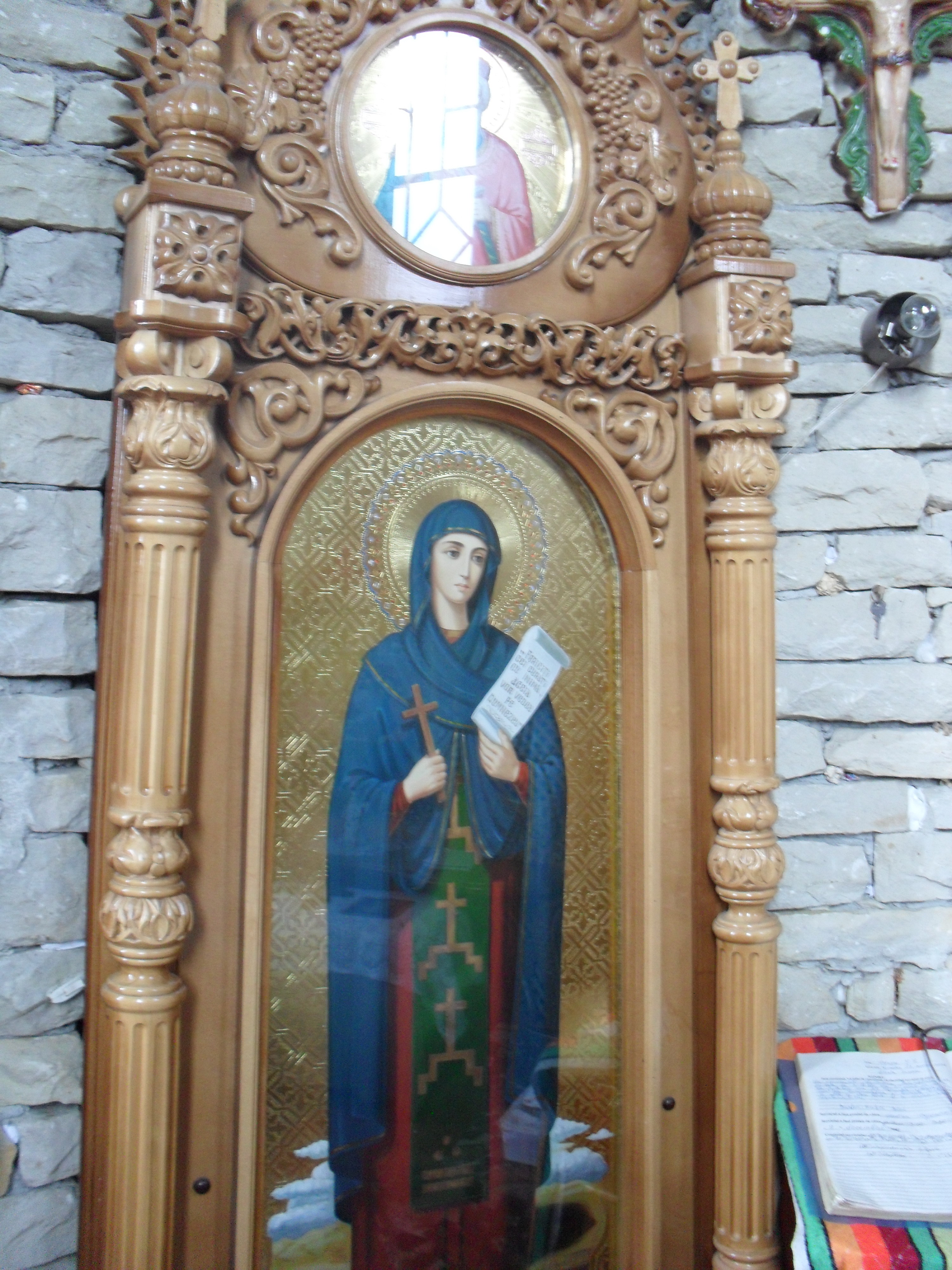
Geam
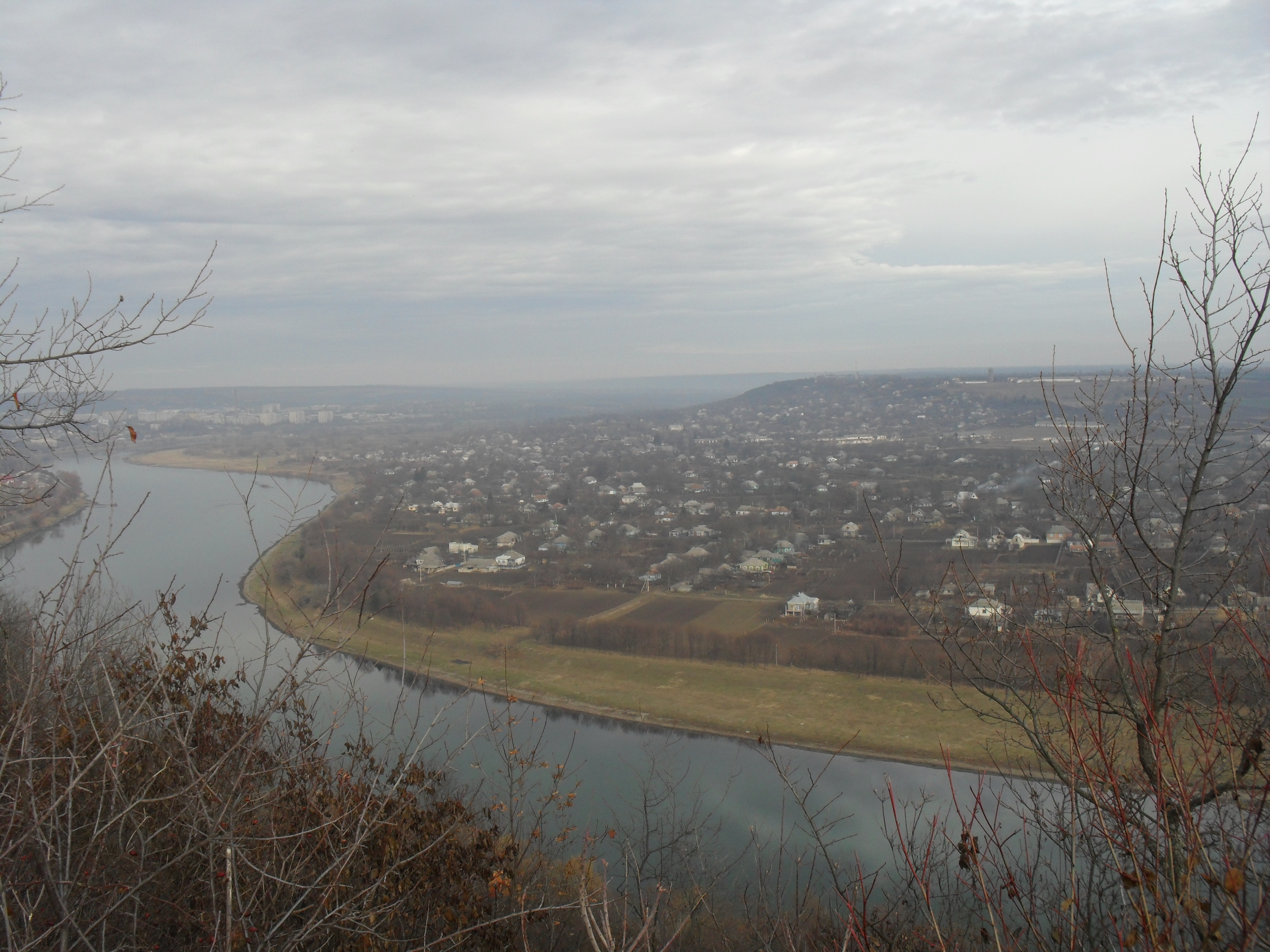
Panorama deschisă de la „Lumânare”
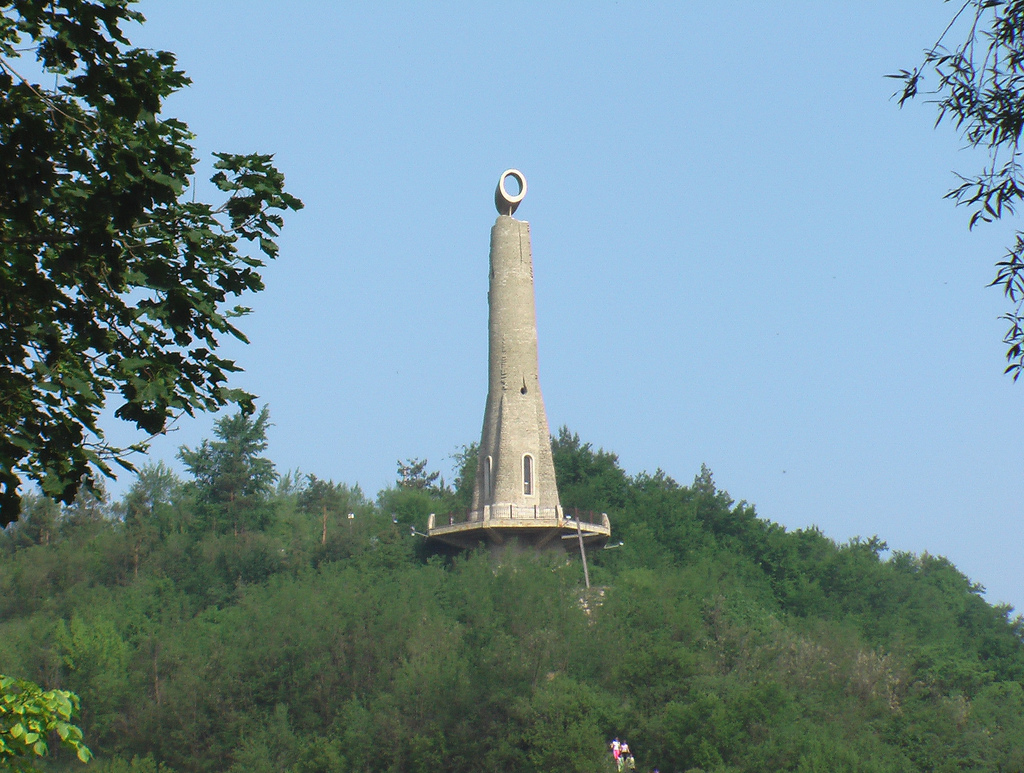
Vedere din 2007
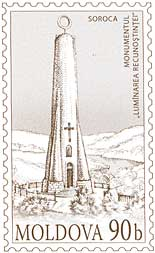
„Lumânarea” pe un timbru moldovean